# Niels Thorup Bruun
Niels Thorup Bruun, född den 19 januari 1778 i Köpenhamn, död den 8 juni 1823 på Bistrup, var en dansk litteratör.
Som privilegierad teateröversättare översatte och bearbetade Bruun från 1800 ett tjugotal år fram i tiden en mängd sångspel och komedier - en av hans bästa bearbetningar är Ungdom og Galskab, som han anpassade till Du Puys musik efter Bouillys och Méhuls Une folie. Av Kotzebue översatte Bruun i synnerhet tjogtals komedier, och under påverkan från dessa försökte han sig själv på att skriva några originalarbeten (Hittebarnet, Betlerpigen, Bulderbassen et cetera), som dock alla blev fiasko. Som visdiktare (till exempel Sankt Hansdag er Glædens og Midsommers Fest) var han känd och uppskattad av sin samtid, men var däremot föga värderad som personlighet.